# Albin Nowicki
Albin Nowicki (ur. 1 marca 1891 w Wabczu, pow. Chełmno, zm. 17 lipca 1972 w Giżycku) – nauczyciel, polityk, redaktor, kronikarz.

## Życiorys

### Okres pomorski
Był najmłodszym dzieckiem Piotra – kierownika szkoły powszechnej w Wabczu – i Rozalii z Zaborowskich. W latach 1902–1906 kształcił się w progimnazjum Collegium Marianum w Pelplinie. Naukę kontynuował w Zakładzie Przygotowawczym do Zawodu Nauczycielskiego (Präparandenanstalt) w Kwidzynie, następnie wstąpił do seminarium nauczycielskiego w Toruniu. Po złożeniu egzaminu kwalifikacyjnego pracował w latach 1912–1914 i 1915–1919 jako nauczyciel w rodzinnym Wabczu.
We wrześniu 1914 otrzymał powołanie do wojska niemieckiego. Służył w Batalionie Zapasowym Rezerwowego Pułku Piechoty nr 61. w Chełmnie. Po krótkim przeszkoleniu został wysłany na front wschodni. Walczył pod Wydminami i Wysokiem. 22 października 1914 odniósł ciężkie rany w bitwie pod Giżami. Przetransportowano go do szpitala w Berlinie, gdzie przeszedł trzy skomplikowane operacje. W lutym 1915 został zwolniony z wojska jako inwalida i powrócił do Wabcza.
W 1917 zdał na Mittelschullehrer – und Rektore Xamen w Gdańsku egzamin z historii i języka francuskiego. W latach 1917–1918 prowadził wykłady z języka polskiego i historii dla nauczycieli w Chełmnie i Grudziądzu. Był jednym z członków założycieli Towarzystwa Nauczycieli Polaków w Ziemi Chełmińskiej.
Od 27 do 29 grudnia 1918 przebywał w Poznaniu, gdzie był obecny przy powitaniu Ignacego Paderewskiego. Był również świadkiem wybuchu powstania wielkopolskiego. Następnie wybrany został jako delegat na Zjazd Nauczycieli byłej dzielnicy pruskiej. Po powrocie z tego zjazdu spotęgował pracę organizacyjną wśród nauczycielstwa polskiego.
W latach 1920–1928 był wykładowcą w Seminarium Nauczycielskim w Grudziądzu. W wyborach parlamentarnych w 1919 został wybrany posłem z ramienia Narodowej Partii Robotniczej. W Sejmie Rzeczypospolitej Polskiej I kadencji był członkiem klubu Chrześcijańsko-Narodowego Stronnictwa Pracy. Jako poseł w parlamencie reprezentował głównie nauczycieli, a szczególnie okręg pomorski. Oprócz udziału w pracach różnych komisji sejmowych piastował dodatkowo funkcję sekretarza Komisji Oświaty oraz funkcję sekretarza klubu poselskiego Stronnictwa Pracy.
W latach 1928–1936 był nauczycielem w Szkole Powszechnej im. Mikołaja z Ryńska w Grudziądzu.

### Okres wileński i służba w wywiadzie
W 1936 wyjechał do Wilna i założył tam Instytut Nauki Języków Obcych. Jako dyrektor kierował placówką aż do jej rozwiązania przez Niemców w 1942. W tym samym roku został aresztowany za odmowę podpisania Volkslisty. Przez pięć miesięcy więziono go na Łukiszkach. Po zwolnieniu otrzymał zgodę na otwarcie prywatnego biura tłumaczeń. Biuro to czynne było do 1943. W 1944 zgłosił się jako ochotnik do Armii Czerwonej. Po szybkim przeszkoleniu w Kownie jako zwiadowca i dowódca grupy „Wisła” został przerzucony na tyły wojsk niemieckich. Informacje przekazywane przez grupę „Wisła” były bardzo cenne do prowadzenia działań wojennych, szczególnie gdy chodzi o przełamanie „Wału Pomorskiego” i dorzecza Wisły. 15 maja 1945 został zwolniony z Armii Czerwonej.

### W Polskiej Rzeczypospolitej Ludowej
Po wojnie spotkał kilku przyjaciół, pracujących w Kuratorium Szkolnym w Olsztynie. Mimo namów odmówił podjęcia pracy na Mazurach i postanowił poszukać pracy w stronach nie dotkniętych wojenną gehenną. Wskutek swojej decyzji trafił w 1946 najpierw do Ząbkowic Śląskich, gdzie podjął pracę tłumacza przy Komendzie Milicji Obywatelskiej. Następnie przeniósł się do Złotego Stoku, gdzie objął posadę kasjera w Zakładach Przemysłu Arsenowego, a od 15 lipca 1947 zaczął pełnić funkcję burmistrza. W Złotym Stoku mieszkał do 1 listopada 1948, kiedy to władze powiatowe postanowiły powierzyć mu funkcję burmistrza i służbowo przenieść do Ziębic, z którymi był związany przez 4 lata. W latach 1949–1952 piastował funkcję przewodniczącego Miejskiej Rady Narodowej. W tym samym czasie pełnił funkcje dyrektora Państwowego Gimnazjum Przemysłowego, Technikum i Zasadniczej Szkoły Ceramicznej.
W 1952 Nowicki postanowił wyjechać z Ziębic na Mazury. W 1954 został odznaczony Złotym Krzyżem Zasługi. W latach 1952–1964 pełnił funkcję kierownika Szkoły Podstawowej wieczorowej i dziennej w Rynie. W 1964 przeszedł na emeryturę, ale nie zrezygnował z pracy społecznej. Do końca życia pracował w szkolnej bibliotece. Jedną z jego pasji było pisanie kronik. Tylko w czasie pobytu w Rynie, czyli przez okres niespełna 20 lat, napisał 33-tomową kronikę, dokumentując w ten sposób życie tego mazurskiego miasteczka. Oprócz tych tomów pozostawił po sobie kilka innych kronik, w których opisał swoje życie. Szczególną wartość ma ta, w której przedstawił swój pobyt na Dolnym Śląsku. W 1971 z okazji 80. rocznicy urodzin władze lokalne zorganizowały jubilatowi szczególną uroczystość, podczas której świętował cały Ryn. Wśród gości znalazł się m.in. wiceminister kultury i sztuki Zygmunt Garstecki.
Rok później zmarł i został pochowany na cmentarzu w Rynie.